# オレルRUFC
オレルRUFC（英: Orrell R.U.F.C.）は、イングランドのグレーター・マンチェスター・オレルに本拠地を置くラグビーユニオンクラブである。スタジアムはStジョンリグビー。ノース2イースト（7部）に所属。

## 歴史
1927年創設。
1987年、ナショナル・ディビジョンワン（現・ギャラガー・プレミアシップ）の初年度参加クラブに選ばれる。
1991-92シーズン、ナショナル・ディビジョンワンで準優勝を果たした。
1996-97シーズン後に降格して以降は、プレミアシップから遠ざかっている。

## 歴代所属選手
- ニック・イースター(イングランド代表)